# 盲腸線
盲腸線（もうちょうせん）とは、公共交通機関において営業距離が短く、かつ起点もしくは終点のどちらかが他の路線に接続していない行き止まりの路線のこと。
正式な用語ではなく、路線網の中であたかも「盲腸」のように見えることからこのように俗称される。本項では鉄道路線における盲腸線について解説する。

## 概要
正式な用語ではなく厳密な定義はない。
20世紀頃までヒトの盲腸は役に立たない痕跡的な器官だと考えられていたため、「盲腸線」も輸送量が少なく短い路線を指す事が多いが、文献によっては幹線鉄道も盲腸線に含めることがある。例えば『レイルマガジン』No.151 1996年4月号の「JR盲腸線特集」では、幹線であっても本線を称しない行き止まり路線は紹介されている。一方で本線を冠する行き止まり路線については幹線はもとより、地方交通線であっても範疇から外されている。その一方で、他社線と接続している路線であっても「盲腸線」の範疇に含めている。高橋政士は終端駅や途中駅で他の鉄道路線と接続していない路線のことを指しており、本線については地方交通線であっても範疇から外している。
行き止まり線のため通過交通が少なく、 終点側地域の社会的状況が路線の存廃に反映されやすい。かつて産炭地を結んだ路線は石炭から石油へのエネルギー供給転換によって廃止が相次ぎ、港湾や臨海工業地域に向けて建設された貨物線やその支線も、1970年代から1980年代にかけて鉄道貨物輸送が縮小すると多くが廃止された。

## 日本の盲腸線
古く地方鉄道をはじめ、国鉄でも多くの盲腸線が存在したが、自動車利用の普及と合わせて多くの路線が廃止された。
1980年代の旧国鉄の再建では、国鉄再建法は輸送密度を基準に廃止路線を選定することを規定したが、通過需要の少ない盲腸線は輸送密度の計算において不利であった。
また同法施行令第4条では、第1次廃止対象路線として「旅客営業キロが30キロメートル以下であり、かつ、その区間における旅客輸送密度が2000人未満であるもの（その区間の両端の駅において他の日本国有鉄道の鉄道の営業線と接続するもの（中略）を除く）」を定義し、営業距離の短い盲腸線はその多くが廃止対象となった。なお本来、旅客輸送密度が2000人未満は第2次廃止対象路線の基準である。
実際に、第1次廃止対象候補の40線区のうち、添田線を除く39線区が盲腸線であり、最終的に多数の盲腸線が廃止された。

## 日本以外の盲腸線
中華民国（台湾）においては、平渓線を日本人向けに「盲腸線」として案内している例がある。

## 典型的な盲腸線の形成過程
接続路線の廃止・路線の短縮
元々は盲腸線でなかった路線が、途中駅から先の区間が廃止されたり、終端側の接続路線が廃止になったりし盲腸線と化したもの。(北陸鉄道石川線、静岡鉄道静岡清水線、万葉線など)

路線の建設中止
地点間の接続を目指して、両側又は片側から路線の建設が進められたものの、全線開通に至らず、盲腸線になったもの。
未成線も参照。（越美北線、長良川鉄道越美南線、氷見線、近鉄生駒線、京阪交野線など）

分岐する新線の建設
元々は本線や幹線だった路線に、終点の手前から分岐する新線が建設されて、そちらが名義上又は事実上の幹線となり、残された分岐点 - 終点の末端区間が盲腸線化したもの。

培養路線機能の衰退
幹線の培養路線的な線区において輸送量が減少し、路線の重要性が低下したもの。

## （参考）盲腸線の範疇から外れることもあるもの
文献によっては盲腸線の一種として紹介されることがあるものの、以下の路線は行き止まり路線であっても盲腸線の範疇から外れることもある。また、そういった路線は培養路線として扱われることがある。
行き止まり路線である本線・幹線
長崎本線、横須賀線（ともに終点の駅で私鉄路線に乗り換えが可能）、鶴見線（各支線を含む）などがこれにあたる。ただし留萌本線は本線を冠する行き止まり路線であるが、地方交通線であるため、盲腸線に含める場合がある。
なお前記のとおり、『レイルマガジン』No.151 1996年4月号「JR盲腸線特集」では、本線を冠する行き止まり路線については省略されているため、留萌本線は紹介されていない。

引き込み線の旅客化
沿線から旅客化の要請がなされたことによるもの。例として、新幹線における博多南線など。中には上越線越後湯沢 - ガーラ湯沢間のように特定の施設へのアクセス目的で旅客化したものもある（路線上は在来線扱いであるが、運行形態上は上越新幹線と一体になっている）。

他社線へ接続している路線
この事例では、伊東線のように元々盲腸線として建設された路線が、のちに接続する他社線が建設されたケース、佐世保線のように接続路線が他社に転換されたケース（この場合、接続路線の廃止に近い）などが挙げられる。
文献によっては盲腸線の一種としてされることもあるが、起点または終点が行き止まりというわけではないので、現状では見解が分かれている。ただし指宿枕崎線はかつては枕崎駅で鹿児島交通に接続していたが、鹿児島交通枕崎線が廃線となったため、盲腸線扱いされる。

特定の施設へのアクセス
空港へのアクセスを目的とした空港連絡鉄道（例：関西空港線）、港湾への貨物輸送を目的とした臨海鉄道、住宅地へのアクセスを目的としたニュータウン鉄道など。
これらの路線は、目的地への行き止まり線として建設されることもあり線形上は上記の「培養線機能の衰退」に挙げられる路線と似ているが、輸送上重要な役割を果たしていることから、盲腸線に含めるかどうかは見解が分かれる。